# Glacier de Freydane
Le glacier de Freydane est l'unique glacier crevassé du massif de Belledonne, au sud de la commune de Sainte-Agnès, dans le département de l'Isère (France). Situé au-dessus du lac Blanc (2 161 m) et en contrebas des Trois Pics de Belledonne, on peut le traverser pour atteindre la Croix de Belledonne (2 926 m) en passant par le col de Freydane (2 645 m).
Comme la plupart des glaciers du massif de Belledonne, le glacier de Freydane est de petite taille et pratiquement dépourvu de zone de transport.